# Parallelia jovia
Parallelia jovia är en fjärilsart som beskrevs av Embrik Strand 1914. Parallelia jovia ingår i släktet Parallelia och familjen nattflyn. Inga underarter finns listade i Catalogue of Life.